# Bredana
Bredana là một chi nhện trong họ Salticidae.